# FA Cup 1960-1961
L'edizione 1960-61 della FA Cup è stata l'ottantesima edizione della competizione calcistica più antica del mondo. Il torneo è stato vinto per la sesta volta dal Tottenham Hotspur che, sconfiggendo in finale il Leicester City, centrò il double, il primo ottenuto da una squadra inglese nel dopoguerra.

## Incontri

### Ottavi di finale
Gli incontri si sono svolti il 18 febbraio 1961. La ripetizione dell'incontro tra Leicester City e Birmingham City si è svolta il 22 febbraio 1961.
|                | Risultato |                 | Ripetizione |  |
| -------------- | --------- | --------------- | ----------- |  |
| Burnley        | 4 - 0     | Swansea Town    |             |  |
| Aston Villa    | 0 - 2     | Tottenham       |             |  |
| Sheffield Utd  | 2 - 1     | Blackburn       |             |  |
| Newcastle Utd  | 3 - 1     | Stoke City      |             |  |
| Barnsley       | 1 - 0     | Luton Town      |             |  |
| Norwich City   | 0 - 1     | Sunderland      |             |  |
| Leicester City | 1 - 1     | Birmingham City | 2 - 1       |  |
| Leyton Orient  | 0 - 2     | Sheffield Weds  |             |  |

### Quarti di finale
Gli incontri si sono svolti il 4 marzo 1961. Le ripetizioni si sono svolte il 7 e l'8 marzo 1961
|                | Risultato |                | Ripetizione |  |
| -------------- | --------- | -------------- | ----------- |  |
| Leicester City | 0 - 0     | Barnsley       | 2 - 1       |  |
| Burnley        | 0 - 0     | Sheffield Weds | 2 - 0       |  |
| Tottenham      | 1 - 1     | Sunderland     | 5 - 0       |  |
| Sheffield Utd  | 3 - 1     | Newcastle Utd  |             |  |

### Semifinali
Gli incontri si sono svolti il 18 marzo 1961. Le ripetizioni dell'incontro tra Sheffield United e Leicester City si sono svolte il 23 e il 27 marzo 1961
|               | Risultato |                | Prima ripetizione | Seconda ripetizione |  |
| ------------- | --------- | -------------- | ----------------- | ------------------- |  |
| Sheffield Utd | 0 - 0     | Leicester City | 0 - 0             | 0 - 2               |  |
| Tottenham     | 3 - 0     | Burnley        |                   |                     |  |

### Finale
| Arbitro: | J. Kelly |

|                                                                            |            |                                                                                          |
| Smith 66’ Dyson 75’                                                        | Marcatori  |                                                                                          |
| Brown Baker Henry Blanchflower Norman Mackay Jones White Smith Allen Dyson | Formazioni | Banks Charmes Norman McLintock King Appleton Riley Walsh McIlmoyle Keyworth Cheesebrough |
| Nicholson                                                                  | Allenatori | Gillies                                                                                  |

| Tottenham Hotspur | Leicester City |